# Edward Harrison Taylor
Edward Harrison Taylor (Maysville, Missouri, 23 d'abril de 1889 - 16 de juny de 1978) va ser un herpetòleg estatunidenc de Kansas. Va estudiar a la Universitat de Kansas a Lawrence (Kansas), graduant-se com a llicenciat el 1912. Després va anar a les Filipines, on va ser professor a Mindanao. Entre el 1916 i el 1920 va tornar per realitzar el seu doctorat a Kansas. Després va passar la resta de la seva vida treballant a Mèxic, Costa Rica, Sri Lanka, mar de Cèlebes i Tailàndia.